# Kunishige Kamamoto
Kunishige Kamamoto (釜本邦茂?, Kamamoto Kunishige; Kyoto, 15 aprile 1944 – Osaka, 10 agosto 2025) è stato un calciatore, allenatore di calcio e politico giapponese, di ruolo attaccante.
Con 75 reti realizzate è il miglior cannoniere di sempre della sua Nazionale. La FIFA assegna a Kamamoto 55 gol in 61 presenze, mentre la Federazione calcistica giapponese gliene assegna 75 in 76 gettoni.
Tra il 1995 e il 2001, Kamamoto fu membro della Camera dei consiglieri.

## Carriera
Sei volte capocannoniere della Japan Soccer League (1968, 1970, 1971, 1974, 1975 e 1976), ha legato la sua figura allo Yanmar Diesel. Vinse il bronzo alle Olimpiadi del 1968 in cui segnò una doppietta nella finale per il terzo posto contro i padroni di casa del Messico. Risultò capocannoniere del torneo con 7 reti. In precedenza aveva partecipato anche alle Olimpiadi del 1964, disputate in Giappone, competizione in cui ha segnato una rete contro la Jugoslavia. Ha partecipato inoltre ai Giochi asiatici del 1966, ai Giochi asiatici del 1970 ed ai Giochi asiatici del 1974.
Da allenatore ha allenato sia lo Yanmar Diesel nei panni di player-manager sia i rivali cittadini del Gamba Osaka. Dal 1995 attivo anche in politica, essendo eletto come membro della Camera dei consiglieri per il Partito Liberal Democratico in quello stesso anno, è vicepresidente della JFA dal 1998 e vicepresidente onorario dal 2008. È il membro numero uno della Japan Football Hall of Fame.

## Statistiche

### Presenze e reti nei club
| Stagione        | Squadra         | Campionato      | Campionato | Campionato |
| Stagione        | Squadra         | Comp            | Pres       | Reti       |
| --------------- | --------------- | --------------- | ---------- | ---------- |
| 1967            | Yanmar Diesel   | JSL             | 14         | 14         |
| 1968            | Yanmar Diesel   | JSL             | 14         | 14         |
| 1969            | Yanmar Diesel   | JSL             | 12         | 10         |
| 1970            | Yanmar Diesel   | JSL             | 14         | 16         |
| 1971            | Yanmar Diesel   | JSL             | 14         | 11         |
| 1972            | Yanmar Diesel   | JSL1            | 14         | 11         |
| 1973            | Yanmar Diesel   | JSL1            | 16         | 17         |
| 1974            | Yanmar Diesel   | JSL1            | 18         | 21         |
| 1975            | Yanmar Diesel   | JSL1            | 17         | 9          |
| 1976            | Yanmar Diesel   | JSL1            | 18         | 15         |
| 1977            | Yanmar Diesel   | JSL1            | 18         | 20         |
| 1978            | Yanmar Diesel   | JSL1            | 18         | 15         |
| 1979            | Yanmar Diesel   | JSL1            | 18         | 7          |
| 1980            | Yanmar Diesel   | JSL1            | 18         | 10         |
| 1981            | Yanmar Diesel   | JSL1            | 18         | 11         |
| 1982            | Yanmar Diesel   | JSL1            | 8          | 1          |
| 1983            | Yanmar Diesel   | JSL1            | 2          | 0          |
| 1984            | Yanmar Diesel   | JSL1            | 0          | 0          |
| Totale carriera | Totale carriera | Totale carriera | 251        | 202        |

## Palmarès

### Club

#### Competizioni nazionali
- Japan Soccer League: 4

Yanmar Diesel: 1971, 1974, 1975, 1980
- Japan Soccer League Cup: 2

Yanmar Diesel: 1983, 1984
- Coppa dell'imperatore: 5

Università di Waseda: 1963, 1966
Yanmar Diesel: 1968, 1970, 1974

### Nazionale
- Bronzo olimpico: 1

Città del Messico 1968

### Individuale
- Capocannoniere dei Giochi olimpici: 1[10]

Città del Messico 1968 (7 gol)
- Capocannoniere della Japan Soccer League: 6 [5]
- Nominato miglior giocatore del campionato: 7 [5]
- Incluso nella Best Eleven del campionato: 14 [5]